# Giacomo Setaccioli
Giacomo Setaccioli (* 8. Dezember 1868 in Corneto (heute Tarquinia); † 3. Dezember 1925 in Siena) war ein italienischer Komponist und Musikpädagoge.
Setaccioli studierte Flöte am Liceo Musicale di Santa Cecilia in Rom und war Kompositionsschüler von Cesare De Sanctis. Nach Erlangung des Diploms 1893 begann er seine Laufbahn als Komponist.
Seine erste Oper L’ultimo degli Abenceragi (Rom 1893) erweckte die Aufmerksamkeit des Tenors Roberto Stagno und der Sopranistin Gemma Bellincioni. Diese sang bei der Uraufführung seiner zweiten Oper La figlia di Mark (Rom 1896) die Hauptrolle. 1898 gewann er mit seiner Konzertouvertüre den ersten Preis im Wettbewerb der Accademia di Santa Cecilia. 1903 vollendete er die Oper Adriana Lecouvreur nach einem Libretto von Enrico Golisciani. Diese blieb nach dem Tod seines Förderers Stagno (1897) unaufgeführt.
Danach arbeitete er als Lehrer an der Accademia di Santa Cecilia und verfasste Musikkritiken. Eine vierte Oper Il mantellaccio nach einem Libretto von Sem Benelli wurde 1954 posthum in Rom uraufgeführt. Von seinen weiteren Kompositionen sind mehrere, darunter eine Sinfonie, offenbar verloren gegangen.

## Werke
- L’ultimo degli Abenceragi, Oper 1893
- La figlia di Mark, UA 1896
- Ouverture da concerto, 1898
- Adriana Lecouvreur, Oper, 1903
- Il mantellaccio, Oper, UA 1954
- Sinfonia
- Poema drammatico per violino e pianoforte, 1923
- Nonetto per due oboi, due clarinetti, due flauti, due fagotti e un corno
- Suite per orchestra d’archi
- Poema Sinfonico per grande orchestra
- Sonata per clarinetto
- Quartetto per archi
- Allegro di Concerto per pianoforte e orchestra